# Chrysler ecoVoyager
O Chrysler ecoVoyager é um protótipo apresentado pela Chrysler na edição de 2008 do NAIAS.